# 查利亞維爾基山 (拉巴斯省)
16°11′3″S 68°10′21″W / 16.18417°S 68.17250°W
查利亞維爾基山（Ch'alla Willk'i），是玻利維亞的山峰，位於該國西部拉巴斯省的佩德羅多明戈穆里略省，屬於安第斯山脈的一部分，海拔高度約4,940米。